# ارگ فرود
ارگ فرود مربوط به دوران‌های تاریخی پس از اسلام است.مکان آن؛شهرستان گناباد، بخش کاخک و در "زو صالح آباد "حومه‌ی روستای کلات واقع شده.این اثر در تاریخ ۸ مرداد ۱۳۸۱ با شمارهٔ ثبت ۵۹۵۵ به‌عنوان یکی از آثار ملی ایران به ثبت رسیده است.